# 登月纪念牌

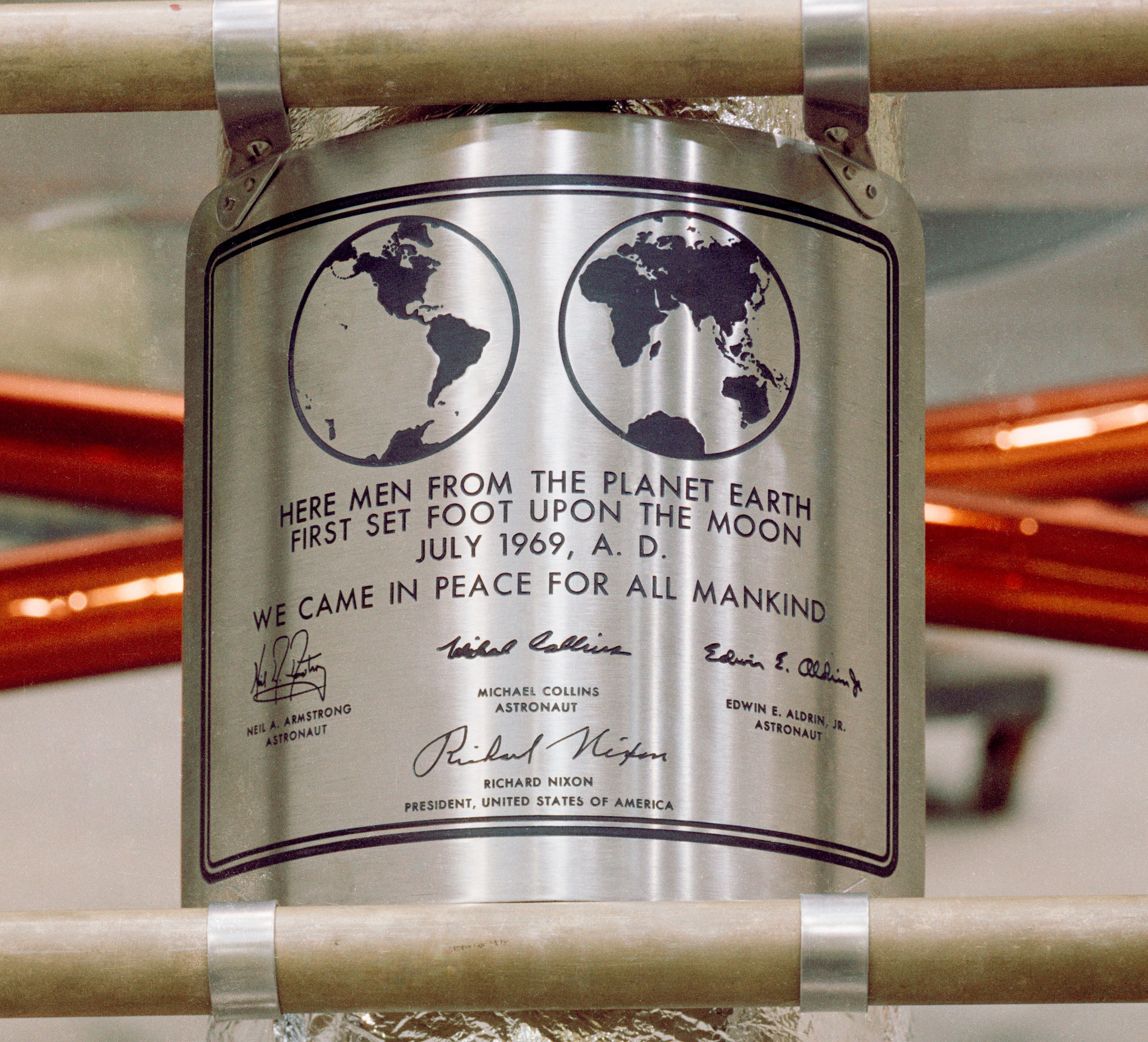
阿波罗11号纪念牌题词：公元1969年7月。来自地球的人类首次踏上月球。我們帶著和平為了全人類而來。（签名：阿姆斯特朗, 科林斯, 奥尔德林、尼克松）

登月纪念牌是附在阿波罗计划中登月舱降落部分上的正方形不锈钢牌（9" x 7 5/8"），在阿波罗11号至阿波罗17号之间7次任务中使用。所有的纪念牌上都刻有执行任务的宇航员的签名。两块纪念牌（阿波罗11号和阿波罗17号）上刻有当时的美国总统理查德·尼克松的签名。只有阿波罗12号的纪念牌上没有地球的图象（质地和其他的纪念牌也不同）。阿波罗17号的纪念牌上在地球的图象之外还刻有月球的图象。从阿波罗13号至阿波罗16号任务的纪念牌上还有登月舱的呼号。

## 其他任务的纪念牌细节
- 阿波罗12号纪念牌题词：阿波罗12号。公元1969年11月。（签名：康拉德、戈尔登、宾）

- 阿波罗13号纪念牌题词：阿波罗13号。水瓶座。公元1970年4月。（原本的纪念牌签名：洛威尔、马丁利、海斯。替换的纪念牌签名：洛威尔、斯威格特、海斯）

- 阿波罗14号纪念牌题词：阿波罗14号。心大星。公元1971年2月。（签名：谢泼德、罗萨、米切尔）

- 阿波罗15号纪念牌题词：阿波罗15号。猎鹰。公元1971年7月。（签名：斯科特、沃尔登、艾尔文）

- 阿波罗16号纪念牌题词：阿波罗16号。猎户座。公元1972年4月。（签名：杨、马丁利、杜克）

- 阿波罗17号纪念牌题词：人类完成了对月球的第一次探索。公元1972年12月。愿我们带来的和平精神与全人类同在。（签名：塞尔南、埃万斯、施密特、尼克松）。

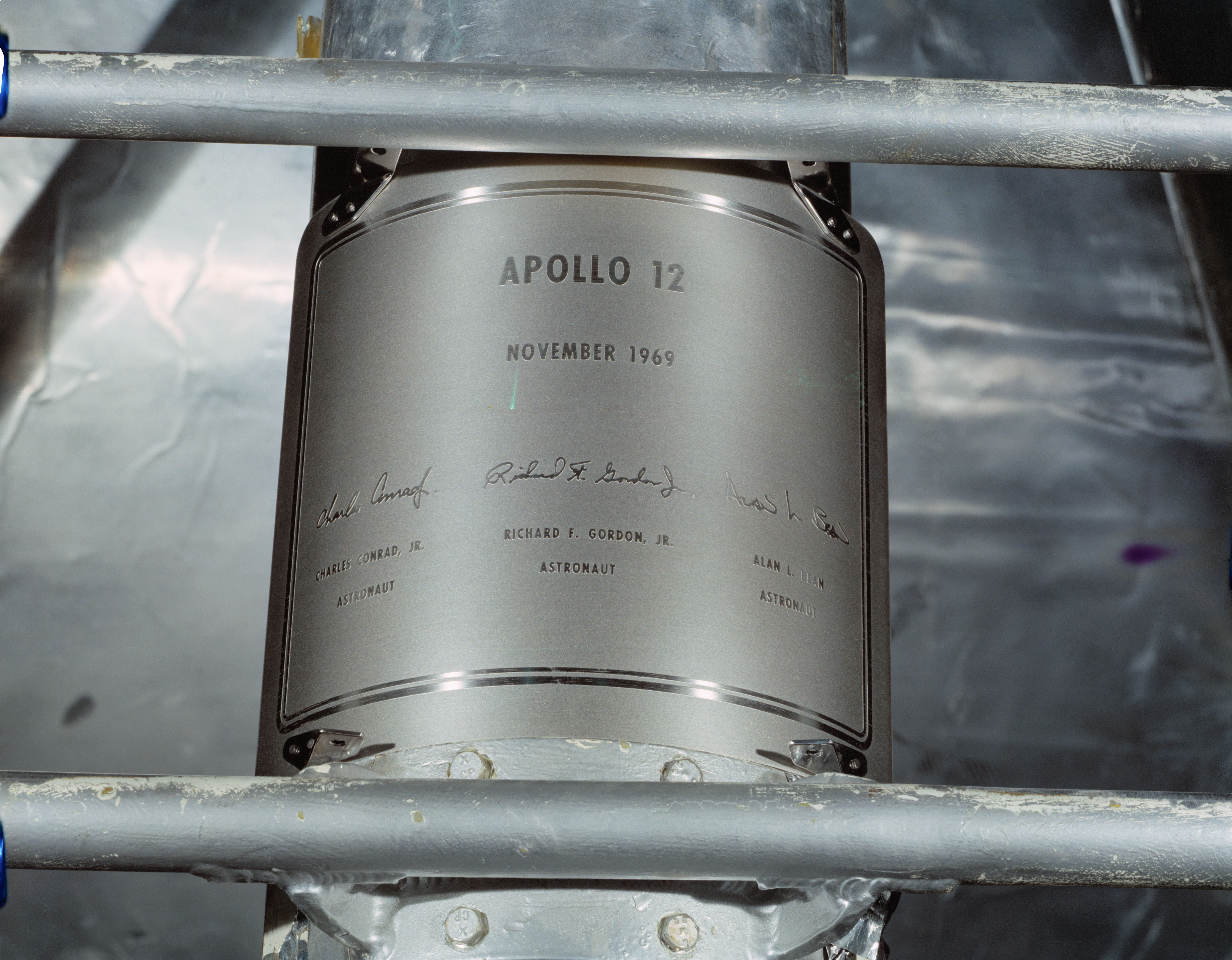
阿波罗12号纪念牌
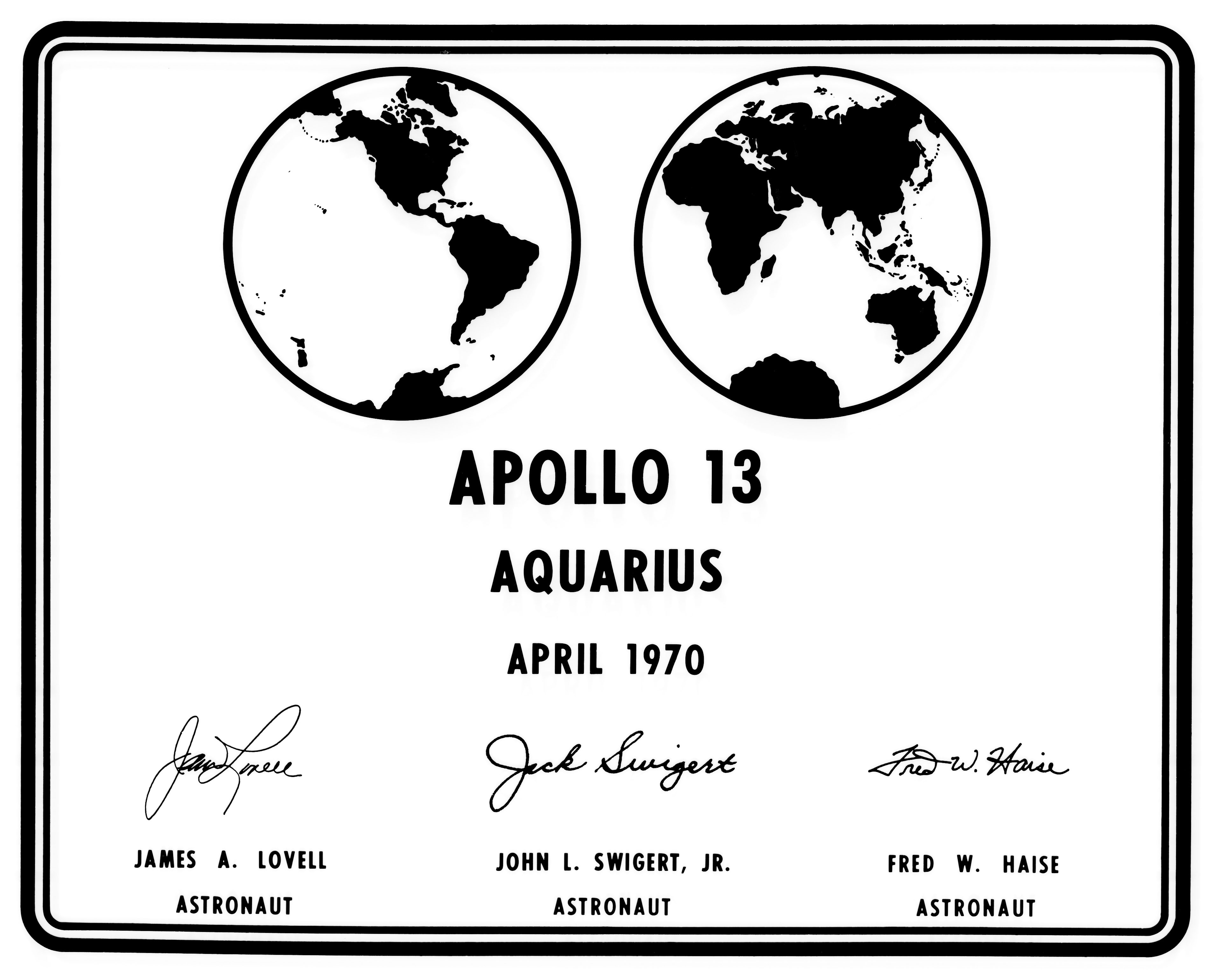
阿波罗13号纪念牌
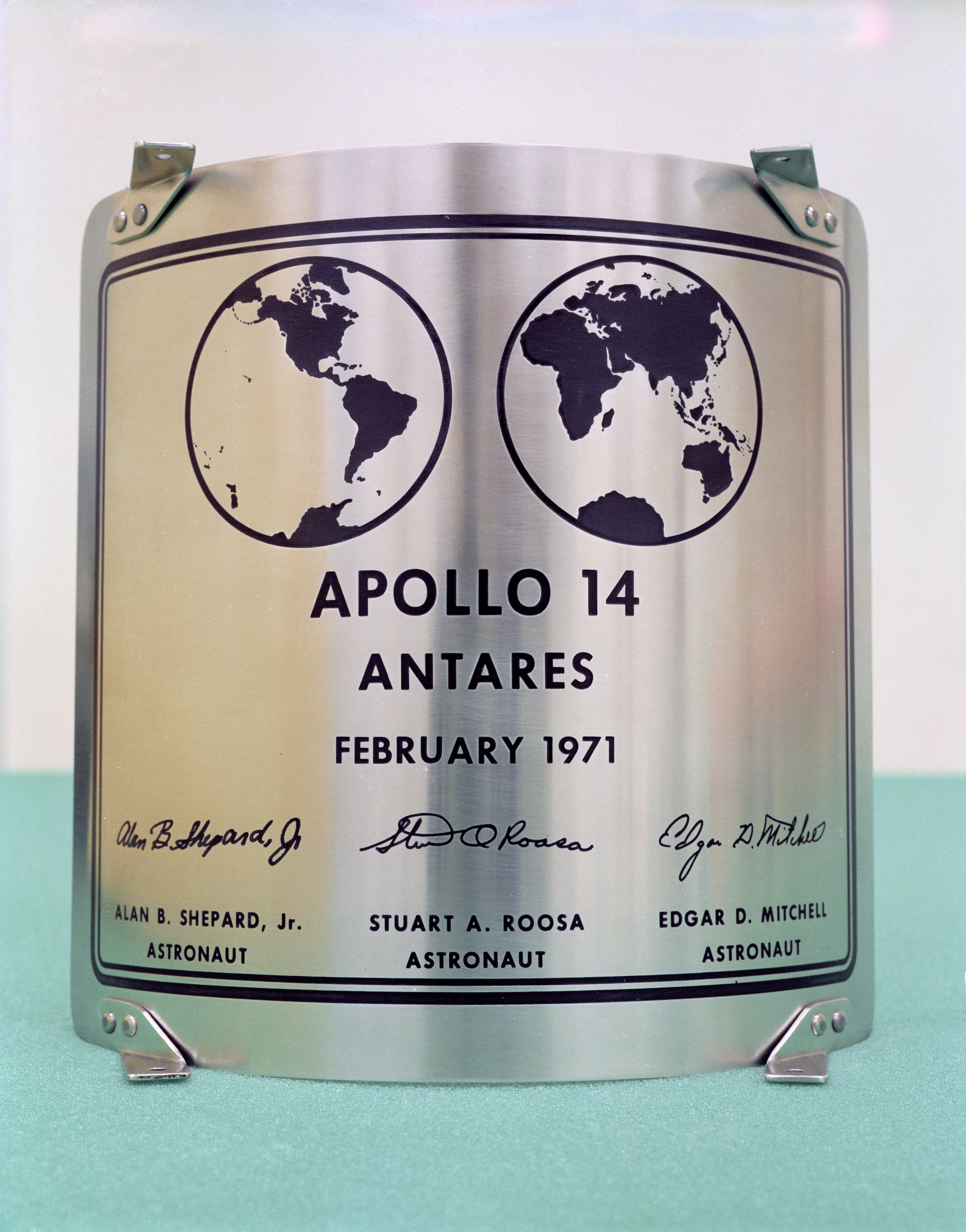
阿波罗14号纪念牌
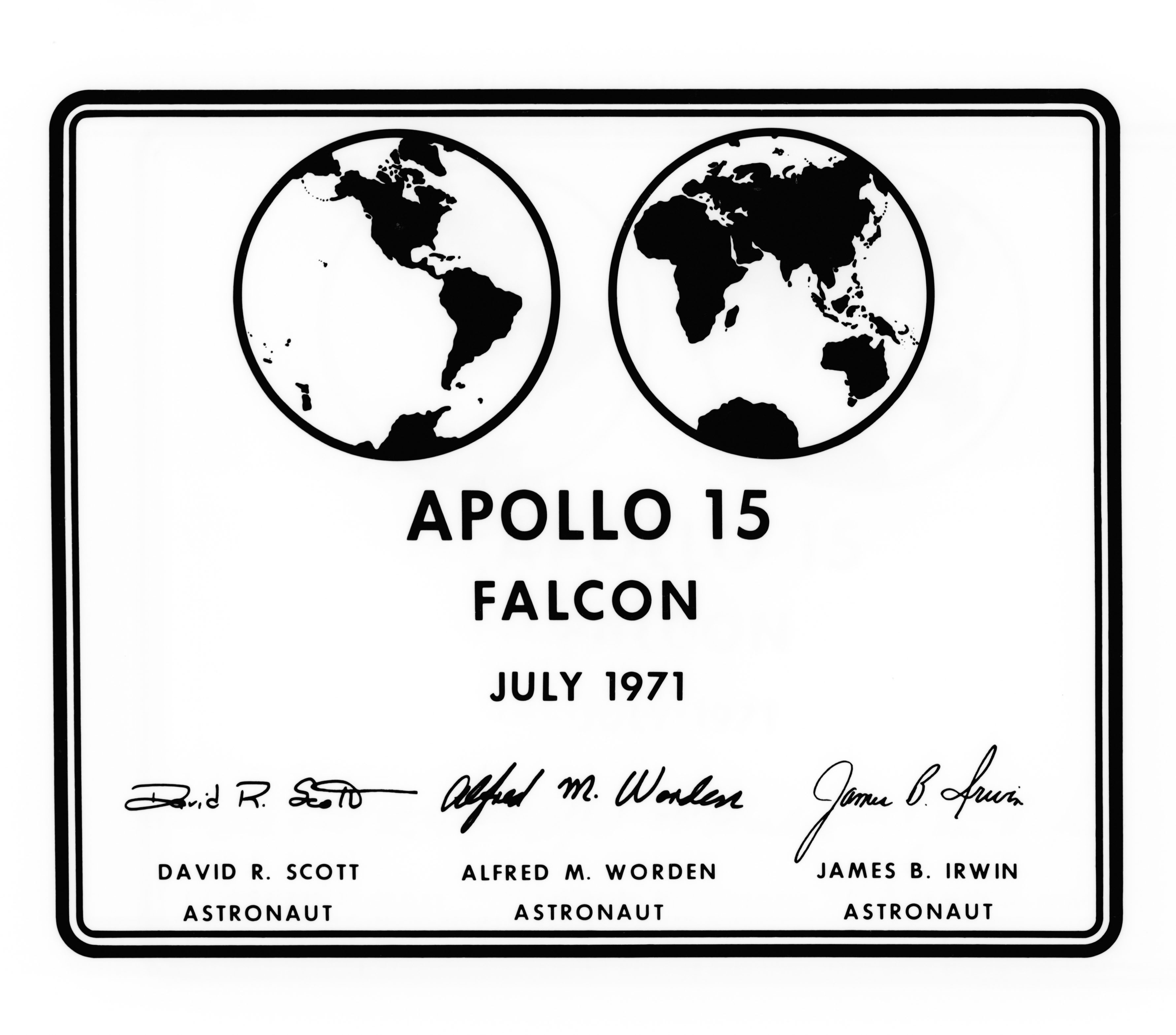
阿波罗15号纪念牌
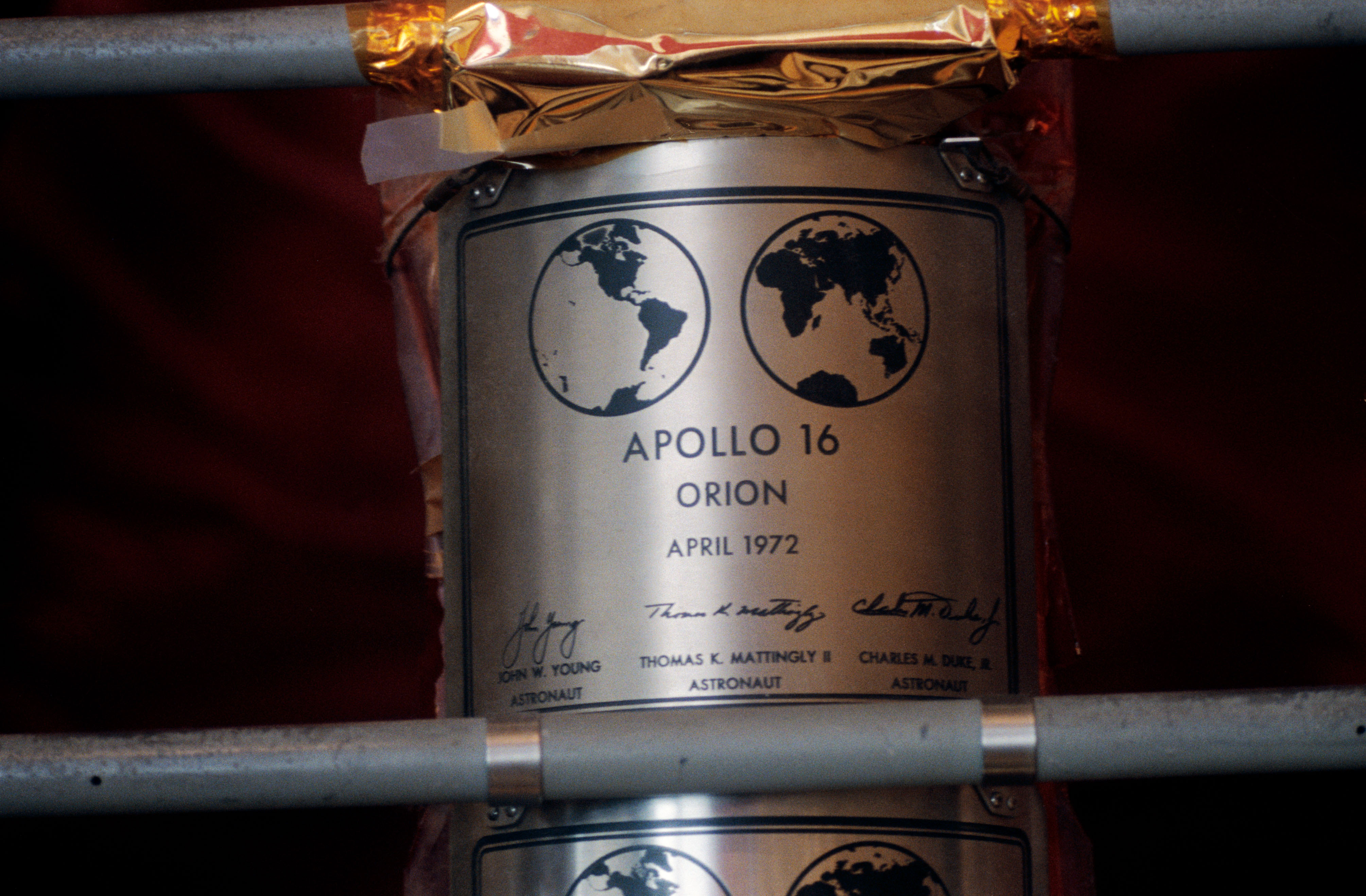
阿波罗16号纪念牌
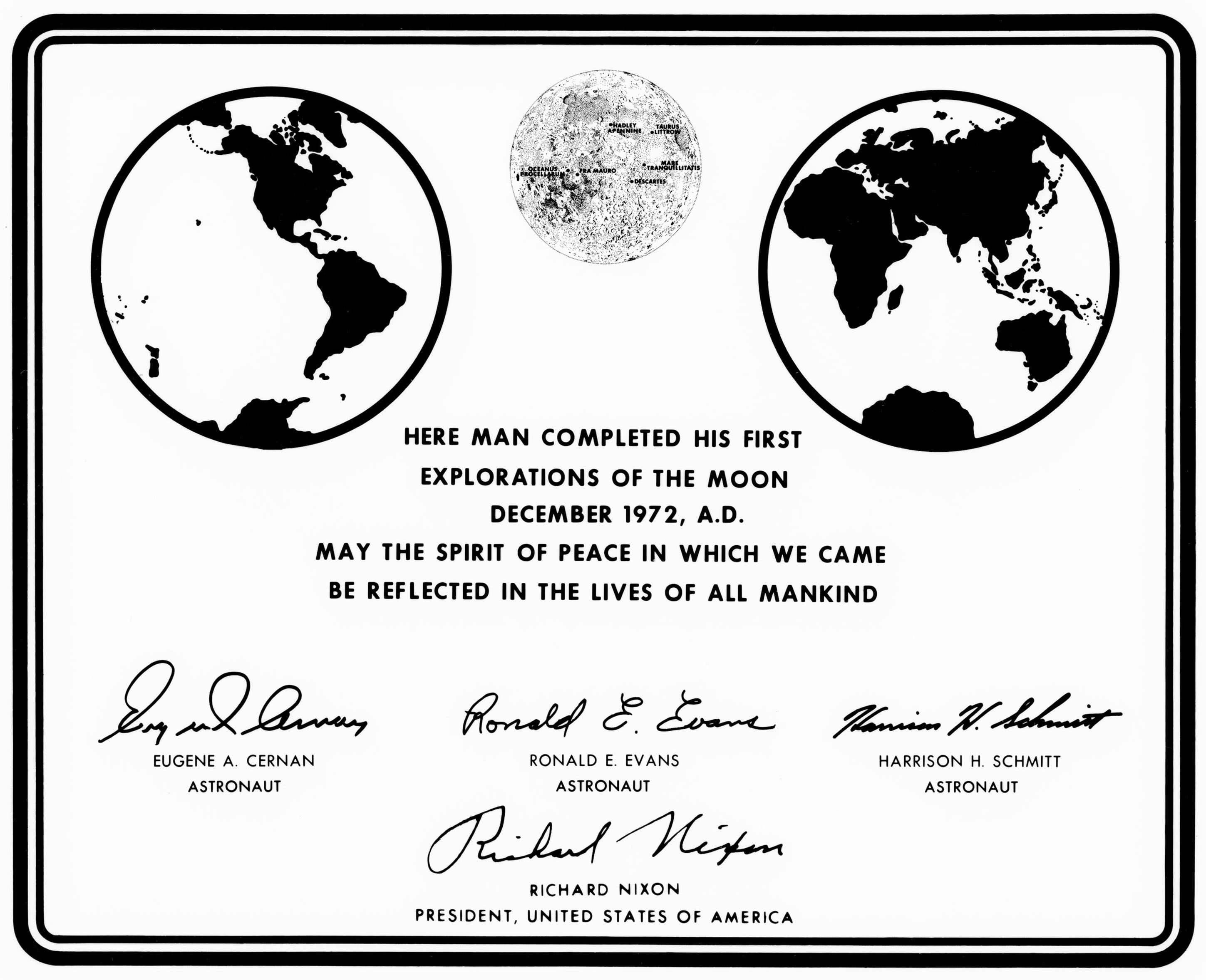
阿波罗17号纪念牌

## 细节
- 为了配合登月舱支撑架的圆形，也为了不影响宇航员进出登月舱，各块纪念牌都被弯曲。最终各块纪念牌都被直接附在梯子从下数起第三级和第四级横档之间。

- 阿波罗13号的登月舱“水瓶座”的纪念牌由宇航员吉姆·洛威尔拥有。因为原来已经附在登月舱上的纪念牌刻有宇航员马丁利的名字，而马丁利发射前两天被杰克·斯威格特替换。洛威尔得到一块刻有斯威格特名字的纪念牌，原计划登月之后将原牌替换。但是，由于发生事故，阿波罗13登月被取消。成功返回的洛威尔便将纪念牌留做纪念品。

- 阿波罗17号上的纪念牌上的月球正面图象是宇航员尤金·塞尔南的创意。六次登月的地点都在纪念牌的月球图案上标出。

- 纪念牌的复制品在每次任务之后被美国大使馆作为纪念品赠送给各国政府。